# داغ رون اولسن
داغ رون اولسن (بالنرويجية البوكمول: Dag Rune Olsen)‏ هو عالم نرويجي، ولد في 12 فبراير 1962 في روروس في النرويج.